# Eugenio Alafaci
Eugenio Alafaci (né le 9 août 1990 à Carnago, dans la province de Varèse) est un cycliste italien, professionnel entre 2014 et 2019. 

## Biographie
En 2012, Eugenio Alafaci est engagé par l'équipe Leopard-Trek Continental, réserve de l'équipe professionnelle Leopard. Durant les deux années qu'il passe dans cette équipe Leopard-Trek Continental, il obtient de nombreuses places d'honneur et une victoire à l'Omloop der Kempen 2013.
En 2014, il devient professionnel dans l'équipe Trek Factory Racing, avec Fabio Silvestre, également issu de l'équipe réserve. Il fait ses débuts avec cette équipe en janvier, au Tour de San Luis. Au printemps, il dispute le Tour d'Italie, son premier grand tour. En août, il chute lors de l'Eneco Tour et s'en relève avec deux côtes et une clavicule cassées. À la fin de la saison 2015 il prolonge le contrat qui le lie à son employeur. Il devient un élément important du « train » du sprinteur de l'équipe, Giacomo Nizzolo. Satisfaits de son comportement, les dirigeants de l'équipe Trek-Segafredo prolongent son contrat de deux ans au mois de septembre 2016.
En 2019, il rejoint l'équipe de troisième division EvoPro Racing. À l'issue de la saison, il met un terme à sa carrière à 29 ans en raison de douleurs persistantes à l'artère iliaque.
Par la suite il retrouve l'équipe Trek-Segafredo dans un nouveau rôle puisqu'il y officie alors en tant que soigneur.

## Palmarès sur route
- 2008
  - 5e du championnat du monde sur route juniors
- 2010
  - Gran Premio Inda
  - 2e de la Coppa d'Inverno
  - 3e de la Coppa Colli Briantei Internazionale
  - 3e du Trophée Stefano Fumagalli
  - 3e du Gran Premio Sportivi San Vigilio
  - 3e du Gran Premio Somma
- 2011
  - 2e du Trophée de la ville de Conegliano
  - 2e du Circuito Castelnovese
  - 3e du Trofeo Bruno e Carla Cadirola
- 2012
  - 2e de la Flèche du port d'Anvers
- 2013
  - Omloop der Kempen
  - 1re étape du Czech Cycling Tour (contre-la-montre par équipes)
  - 3e du Grand Prix Criquielion

## Résultats sur les grands tours

### Tour d'Italie
4 participations
- 2014 : 151e
- 2015 : 141e
- 2016 : 105e
- 2017 : 146e

## Classements mondiaux
| Année           | 2011 | 2012 | 2013 | 2014 | 2015 | 2016 |
| --------------- | ---- | ---- | ---- | ---- | ---- | ---- |
| UCI World Tour  |      |      |      | nc   | nc   | nc   |
| UCI Europe Tour | 870e | 223e | 112e |      |      | nc   |

## Palmarès sur piste

### Championnats nationaux
- 2007
  - 2e du championnat d'Italie de poursuite par équipes juniors
- 2008
  -  Champion d'Italie de poursuite juniors
  - 2e du championnat d'Italie de poursuite par équipes juniors
  - 3e du championnat d'Italie du kilomètre juniors